# استپان ایساهاکیان
استپان ایساهاکی ایساهاکیان (ارمنی: Ստեփան Իսահակի Իսահակյան (Սերեբրյակով)؛  زادهٔ ۳۱ اکتبر ۱۹۱۹ - درگذشته ۱۶ مارس ۲۰۱۷) کارگردان فیلم، بازیگر، هنرمند سیرک، مربی حیوانات اهل ارمنستان بود. وی بین سال‌های - تا - میلادی فعالیت می‌کرد.

## زندگی‌نامه
وی در ۳۱ اکتبر ۱۹۱۹ در آلکساندراپول به دنیا آمد . وی همچنین برنده جوایزی همچون هنرمند مردمی ارمنستان شوروی، نشان پرچم سرخ کار و نشان جنگ میهنی (درجه دو) شد. وی در ۱۶ مارس ۲۰۱۷ در سن ۹۷ سالگی در مسکو درگذشت

## گزیده فیلمشناسی
از فیلم‌ها یا برنامه‌های تلویزیونی که وی در آن نقش داشته است می‌توان به جاده‌ای به‌سوی سیرک اشاره کرد.